# Eudistoma loricatum
Eudistoma loricatum är en sjöpungsart som först beskrevs av Sluiter 1909.  Eudistoma loricatum ingår i släktet Eudistoma och familjen Polycitoridae. Inga underarter finns listade i Catalogue of Life.